# Pseudionella akuaku
Pseudionella akuaku là một loài chân đều trong họ Bopyridae. Loài này được Boyko & Williams miêu tả khoa học năm 2001.